# 833
833 (DCCCXXXIII) je bilo navadno leto, ki se je po julijanskem koledarju začelo na sredo.

## Dogodki
- 1. januar

## Smrti
- 9. avgust - Al-Mamun, Abasidski kalif in mecen (* 786)

Neznan datum
- Vnislav, legendarni češki knez (* 758)